# Michał Serzycki
Michał Marcin Serzycki (ur. 3 lipca 1971 w Warszawie, zm. 3 września 2016) – polski prawnik, urzędnik państwowy i samorządowy, w latach 2006–2010 generalny inspektor ochrony danych osobowych.

## Życiorys
Ukończył studia prawnicze na Wydziale Prawa i Administracji Uniwersytetu Kardynała Stefana Wyszyńskiego w Warszawie oraz m.in. studia podyplomowe z zakresu zarządzania w administracji publicznej w Wyższej Szkole Przedsiębiorczości i Zarządzania im. Leona Koźmińskiego.
Pracę zawodową rozpoczął w Państwowym Funduszu Rehabilitacji Osób Niepełnosprawnych. W latach 2002–2006 był zastępcą burmistrza warszawskiej dzielnicy Wola.
W 2006 z rekomendacji Prawa i Sprawiedliwości został powołany na urząd generalnego inspektora ochrony danych osobowych. Funkcję tę pełnił przez czteroletnią kadencję. W 2010 wybrany z listy PiS do Rady m.st. Warszawy, a w 2014 uzyskał mandat radnego dzielnicy Wola. Pełnił funkcję dyrektora Zakładu Emerytalno-Rentowego MSW.
Pośmiertnie odznaczony Krzyżem Kawalerskim Orderu Odrodzenia Polski. Został pochowany w rodzinnym grobie w części katolickiej cmentarza prawosławnego na warszawskiej Woli.
W 2018 Edyta Bielak-Jomaa (ówcześnie generalny inspektor ochrony danych osobowych) ustanowiła Nagrodę im. Michała Serzyckiego.